# William Hastings († 1226)
William Hastings (* um 1190; † 1226) war ein englischer Adliger und Rebell.

## Leben
William Hastings war ein Enkel von Walter Hastings, der König Heinrich I. als Royal Steward gedient hatte und von diesem das Gut von Ashill in Norfolk erhalten hatte.
William Hastings gehörte der Adelsopposition gegen König Johann Ohneland an und kämpfte ab 1216 im Ersten Krieg der Barone gegen den König. Daraufhin wurden 1216 seine Besitzungen beschlagnahmt. In der Schlacht von Lincoln geriet er im Mai 1217 in die Gefangenschaft der Anhänger des Königs. Nach dem Krieg der Barone unterstützte er 1221 die Rebellion von William de Forz und gehörte zur Besatzung von Castle Bytham.
William Hastings hatte Margaret Bigod geheiratet, eine Tochter von Roger Bigod, 2. Earl of Norfolk und von dessen Frau Ida. Mit ihr hatte er mehrere Kinder, darunter:
- Henry Hastings († 1250), sein Erbe;
- Ida (auch Ela) Hastings († nach 1247), ⚭ (1) Sir Stephen of Seagrave, ⚭ (2) Hugh Pecche.[4]